# Cá miệng tròn
Cá miệng tròn (danh pháp khoa học: Cyclostomata) là một nhóm hiện nay được coi là đa ngành, trước đây được dùng như là một lớp để chỉ các dạng cá không hàm ngày nay còn sinh tồn, bao gồm các loài cá mút đá và cá mút đá myxin.
Cá không hàm, như tên gọi của chúng, là không có quai hàm nhưng chúng có các hàng răng di chuyển theo một chuyển động tròn; vì thế mà có tên gọi cyclostomata. Miệng của chúng không thể khép lại do thiếu quai hàm, vì thế chúng thường xuyên quay tròn nước trong miệng.

## Giả thuyết miệng tròn và giả thuyết xương sống
Hiện tại còn nhiều mâu thuẫn về các mối quan hệ trong phạm vi cá không hàm. Lớp này cũng thường xuyên được nói tới như là phân thứ ngành hay siêu lớp Agnatha. Có một số phân tích phân tử cho thấy nhóm Cyclostomata có thể là đơn ngành, nghĩa là cá mút đá myxin và cá mút đá là có họ hàng gần, phù hợp với "giả thuyết miệng tròn". Điều này không phù hợp với "giả thuyết xương sống" trong đó cho thấy cá mút đá có quan hệ họ hàng gần gũi với các dạng động vật có quai hàm (Gnathostomata) hơn là với cá mút đá myxin. Tuy nhiên, điều này cần thêm nhiều dữ liệu hơn nữa để có sự chắc chắn cao hơn.

## Hình ảnh

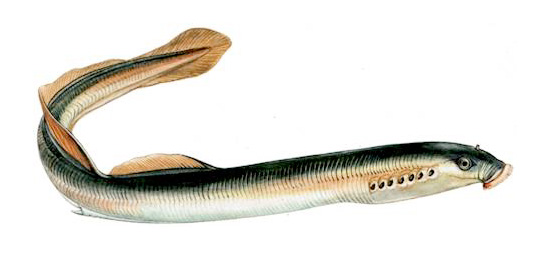
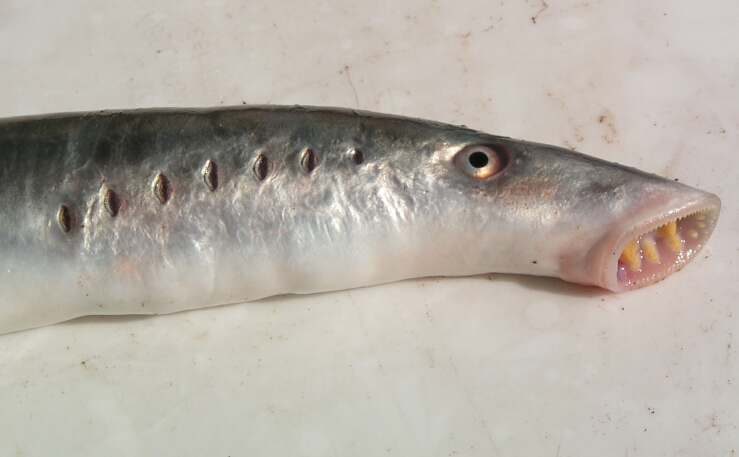
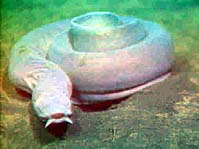
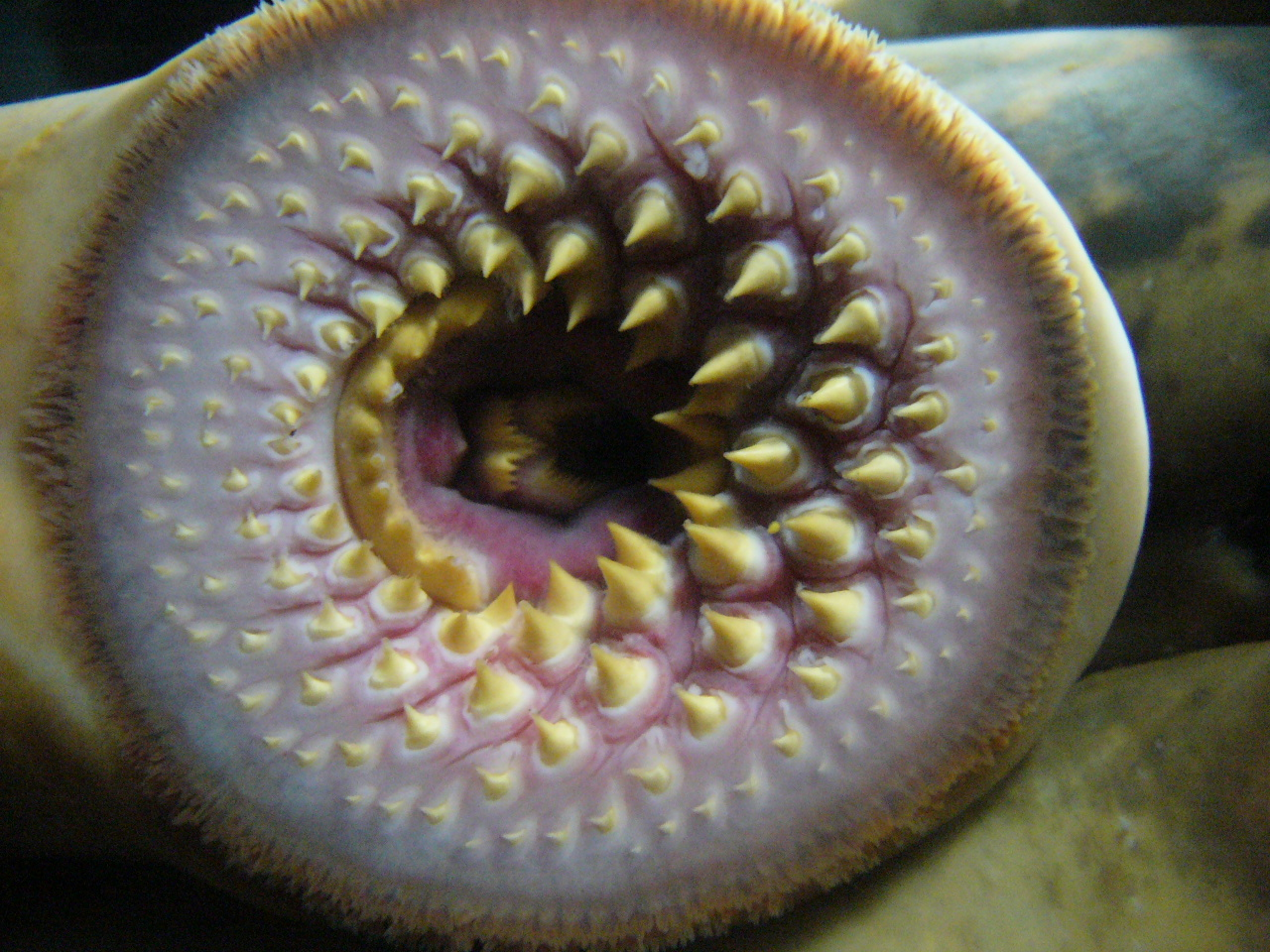